# Antoine Gallimard
Antoine Gallimard, född 19 april 1947 i Paris är en fransk bokförläggare och VD över bokförlaget éditions Gallimard, ett av Frankrikes mest framgångsrika bokförlag.

## Utmärkelser
- Storkorset av franska Hederslegionen[6] - den 13 juli 2016
- Mottagare av Sankt Georgkorset - 2013[7]